# Alen Avdić
Alen Avdić (Sarajevo, 3 april 1977) is een Bosnisch voormalig voetballer die als middenvelder speelde.

## Bosnisch voetbalelftal
Alen Avdić debuteerde in 1999 in het Bosnisch nationaal elftal en speelde 3 interlands.